# Canthon lamproderes
Canthon lamproderes là một loài bọ cánh cứng trong họ Bọ hung (Scarabaeidae).